# 菲利波一世 (塔蘭托)
菲利波一世（義大利語：Filippo I，1278年11月10日—1331年12月26日），塔蘭托親王，那不勒斯國王卡洛二世的第四子。

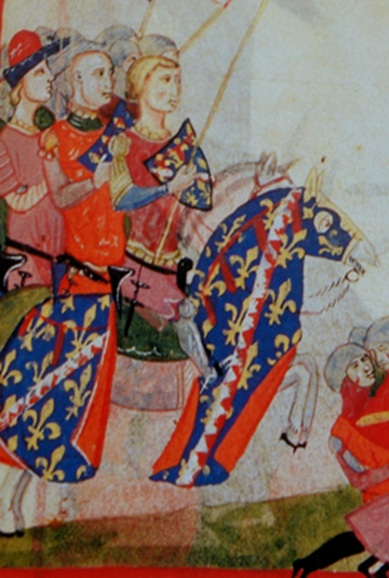

## 家庭
1294年，菲利波一世與伊庇魯斯專制君主尼基弗魯斯一世的女兒塔瑪爾結婚，兩人共有2子2女：
1. 卡洛（英语：Charles of Taranto）（1296年—1315年），早逝
2. 喬萬娜（英语：Joan of Taranto）（？年—1323年）
3. 菲利波（1300年—1331年）
4. 貝亞特麗切（1305年—1340年）

1313年，菲利波一世與瓦盧瓦伯爵查理的女兒凱薩琳結婚，兩人共有三個兒子：
1. 羅貝托（英语：Robert, Prince of Taranto）（約1318年—1364年）
2. 路易吉（1320年—1362年）
3. 菲利波（英语：Philip II, Prince of Taranto）（1329年—1373年）